# Organización Corporativa Nacional
La Organización Corporativa Nacional (OCN) fue una institución del Estado español creada en noviembre de 1926 por la Dictadura de Primo de Rivera para regular las relaciones laborales y las condiciones de trabajo según los principios del corporativismo de raíz católica, al estar inspirado por la doctrina social de la Iglesia, pero que también estaba influido por el corporativismo de la Italia fascista. Su principal impulsor fue el ministro de Trabajo del Directorio civil Eduardo Aunós que pretendía que la OCN fuera una alternativa tanto al liberalismo como al socialismo. La base de la OCN estaba formada por los Comités Paritarios integrados por cinco representantes de los trabajadores y cinco de los empresarios de cada oficio o profesión, bajo la presidencia de un representante del gobierno, que debían acordar las Bases de Trabajo, a las que se debían adaptar los contratos de trabajo. 
Según el historiador Eduardo González Calleja, "la OCN de la Dictadura tomó un camino intermedio entre el sindicalismo de libre asociación y el sindicalismo único y obligatorio de los totalitarismos. Sin embargo, el sueño de Aunós de construir un Estado corporativo pleno, donde las corporaciones del trabajo acabasen transformándose en el máximo órgano legislativo del país, no fue asumido plenamente por el régimen".

## Antecedentes
Primo de Rivera se propuso acabar con los sindicatos, que negocian con los patronos las condiciones de trabajo y recurren a medios de presión como la huelga para alcanzar sus objetivos, para sustituirlos por "sindicatos" con meras funciones asistenciales, de educación y de disciplina de los propios asociados y que actuaran como intermediarios para elegir a los representantes de los trabajadores en los comités paritarios de las corporaciones de los diferentes oficios y profesiones que se proponía crear. Primo de Rivera lo expresó claramente a los pocos días de consumar el golpe de Estado: «Asociaciones obreras, sí, para fines de cultura, de protección y de mutualismo e, incluso, de sana política, pero no de resistencia y pugna con la producción». De ahí el diferente trato que recibieron la CNT, objeto de una represión implacable, y la UGT, a la que ofreció la representación obrera de los organismos corporativos.
El principal impulsor del proyecto corporativista, Eduardo Aunós, antiguo miembro de la Lliga Regionalista y defensor del catolicismo social, conocía las teorías corporativistas del fascismo italiano de primera mano, pero, según Eduardo González Calleja, "la filosofía que impregnaba" su proyecto "era harto diferente". "Aunós, más cercano a la tradición social católica de integración de clases, no mostraba voluntad alguna de convertir el sindicato en una fórmula de encuadramiento popular, sino que su función debía limitarse a intervenir en las condiciones de trabajo y evitar las huelgas. A diferencia del corporativismo italiano, donde la unión de patronos y obreros se hacía desde arriba de forma coactiva en el seno de un Estado totalitario (lo que implicaba la liquidación de los sindicatos de clase y sus sustitución por la burocracia fascista), en el caso español las agrupaciones mixtas de patronos y obreros funcionaban jerárquicamente con poderes delegados por el Estado. Las uniones obreras pudieron mantener su esfera de acción natural y su carácter voluntario si actuaban dentro del marco de la estructura corporativa…". Según Ángeles Barrio, el objetivo último de la organización corporativa era garantizar la paz social mediante una política de intervención en el mundo del trabajo (lo que denomina como "corporativismo social").

## Organización
La OCN constaba de un primer escalón formado por comités paritarios; un segundo constituido por las Comisiones Mixtas provinciales y, finalmente, un tercero, formado por los consejos de la corporación de cada oficio, que constituían el órgano superior. La representación de patronos y obreros era igual –paritaria- en cada paso.
Según el Decreto de 26 de noviembre de 1926 por el que se creó la OCN el «fin primordial» de los Comités Paritarios locales era «regular la vida de la profesión o grupo de profesionales que corresponda» para lo que se ocuparía de «determinar las condiciones de reglamentación del trabajo de su oficio o profesión, prevenir los conflictos industriales, e intentar su resolución si llegaran a producirse, resolver las diferencias particulares que entre patronos y obreros se suscitasen, organizar Bolsas de Trabajo y realizar cualesquiera otras funciones sociales redundantes en provecho de la profesión respectiva». Lo formaban cinco representantes de los obreros, elegidos por las asociaciones legales, por lo que los obreros no asociados carecían de representación, y cinco de los patronos, más un presidente y un vicepresidente nombrados por el gobernador civil entre personas ajenas al sector profesional en cuestión.
Los Comités Paritarios podían constituir voluntariamente una instancia intermedia denominada Comisión Mixta Local con funciones normativas (homologación de los acuerdos de los comités paritarios y reglamentación de las condiciones de los contratos de trabajo), preventivas (resolución de los conflictos laborales mediante un laudo), jurisdiccionales (resolución de los recursos en matera de infracción de las leyes laborales), asistenciales (organización de las Bolsas de Trabajo para luchar contra el desempleo) y sancionadoras. Estaban integradas por tres representantes de los obreros y tres de los patronos por cada uno de los Comités Paritarios que la formaban.
Los Comités Paritarios de cada oficio constituían a nivel nacional los Consejos de Corporación, «órgano central de la profesión». Estaban formados por ocho vocales obreros y ocho patronales elegidos por los Comités Paritarios, más un presidente y un vicepresidente nombrados por el Ministerio de Trabajo. Según Eduardo González Calleja, "entendían de las reclamaciones suscitadas sobre acuerdos de carácter general que afectasen a la industria; determinaban las condiciones de reglamentación del trabajo cuando se tratase de normas o contratos que pudieran obligar a los grupos profesionales de más de una localidad o región; resolvían los recursos de alzada contra acuerdos de los Comité Paritarios locales o interlocales, e informaban al Gobierno de cuantos hechos pudieran favorecer la mejora de la legislación social, organizando congresos y otras actividades". Los Consejos de Corporación elegían a su vez a los siete vocales obreros y a los siete vocales patronales de la Comisión Delegada de Consejos, que era el «órgano consultivo inmediato del Ministerio de Trabajo y Previsión».

### La participación de la UGT
Primo de Rivera ofreció la representación de la clase obrera en la OCN al sindicato socialista, la Unión General de Trabajadores (UGT), lo que provocó la división de los socialistas. Julián Besteiro, Francisco Largo Caballero y Manuel Llaneza, apoyaron la colaboración mientras que Indalecio Prieto y Fernando de los Ríos se opusieron. Ganaron los primeros y los socialistas se integraron en el Consejo de Trabajo como consecuencia de la absorción por este nuevo organismo del Instituto de Reformas Sociales, e incluso Largo Caballero formó parte del Consejo de Estado, lo que provocó la dimisión de Prieto de la ejecutiva del PSOE. Después la UGT se incorporó a la OCN lo que justificó con el argumento de que no restringía el derecho de huelga y de que consideraba democrática la forma de elección de los representantes obreros en los Comités Paritarios.
Según la historiadora Ángeles Barrio, "el plan que Primo de Rivera proponía a la UGT era ventajoso para el desarrollo y ensanchamiento de sus bases sindicales y para su representatividad en el ámbito de las relaciones laborales, que venía disputándosela con la CNT desde los primeros años del siglo". El también historiador Eduardo González Calleja afirma, por su parte, que "la integración en el corporativismo patrocinado por la Dictadura era un instrumento de lucha legal con vistas a la mejora de la situación de los trabajadores en el marco de una estrategia gradualista de organización del trabajo hasta la consecución del socialismo".
En la OCN el sindicato socialista ocupó alrededor del 60% de la representación obrera en los Comités Paritarios y un porcentaje aún mayor en los dos escalones superiores. Sin embargo el incremento de los afiliados de UGT fue sólo de un 10% pasando de 211.000 en 1924 a 235.000 en 1928 —el PSOE por su parte pasó de 8.000 afiliados en 1924 a cerca de 13.000 en 1929—.
La implantación de la OCN fue muy desigual. Tuvo éxito en los sectores industriales donde predominaban los obreros especializados y en el sector servicios de las ciudades. A principios de 1930 había 460 comités paritarios, y unos 250 en formación, que habían aprobado 71 bases de trabajo y que encuadraban a más un millón de trabajadores.

## Consecuencias
El sistema de los Comités Paritarios redujo considerablemente la conflictividad laboral, pero en los dos últimos años de la Dictadura conforme fue empeorando la situación económica volvieron a aparecer las huelgas. La respuesta del régimen fue recurrir a la represión, como en el caso de la huelga de la construcción de Sevilla del 7 y al 18 de agosto de 1928, en la que el gobernador civil amenazó con el destierro a los huelguistas si no volvían al trabajo. Del aumento de la represión también fue víctima la UGT que vio cómo el Gobierno clausuraba 93 de sus centros.
Por su parte, los patronos —y los Sindicatos Libres— a partir de 1928 empezaron a criticar a los Comités Paritarios y a la OCN por considerarla «estatalista» y «centralista». A finales de año las organizaciones empresariales se manifestaron ya abiertamente en contra y pidieron la disolución de los Comités Paritarios o al menos su reforma para que se limitaran a las labores de conciliación y arbitraje, y dejaran de legislar sobre las relaciones laborales y las condiciones de trabajo. Así fue como la OCN perdió "definitivamente el apoyo de las clases conservadoras, que vieron en el paternalismo primorriverista una amenaza directa a sus intereses", afirma Eduardo González Calleja.